# Elisabeth Melander
Elisabeth Marianne Melander Hamnede, född Melander 18 december 1957 i Boden i Överluleå församling, är en svensk jazzsångerska.

## Biografi
Melander debuterade som sångerska, då hon som 16-åring sjöng den svenskspråkiga versionen av sången "Love" i Disneyfilmen Robin Hood. Hon har vid sidan av egna konsertprojekt, skivinspelningar, radio- och TV-framträdanden också haft flera egna grupper, däribland EMB (Elisabeth Melander Band), Jazzmine, JazzAppear, The Boys and Her Voice, Melander-Bergcrantz Jazz Quintet samt Elisabeth Melander Trio. Hon har också varit medlem i grupperna Lifeline, Mopele, Cosmic Agogo, Nandu, Millfield Band och Jazzsounds Unplugged. Melander sjunger i den egna gruppen EM JazzAppear vars  album Reflections of a Voice 2018 utnämndes till topp tre i "The 40th Annual Jazz Station Awards – The Best Jazz of 2018". Våren 2022 kom uppföljaren Notes from Within.
Melander undervisar på Musikhögskolan i Malmö sedan 1985. Hon var under flera år gästlärare vid musikhögskolorna i Göteborg, Stockholm, Ingesund och Piteå. Under en treårsperiod var hon även lärare i jazzsång på Skurups Folkhögskola. Hon är aktiv i egna konstnärliga projekt med sångare och musiker inom sina genrer, men även tillsammans med andra konstarter. 2005 och 2011 var hon guest professor vid Yunnan Art Academy i Kunming i Kina. 2016 startade Melander den första jazzutbildningen för sångare vid Vietnam Academy of Music i Hanoi och 2017 fortsatte hennes uppdrag som guest professor vid musikkonservatoriet i Ho Chi Minh City (Saigon).
1984–1985 var hon sångare i Ingmar Bergmans uppsättning av Kung Lear vid Dramaten i Stockholm och på Europaturnén. Hon körade också på Melodifestivalen 1988,  1991 och 1995.

## Diskografi
- 1975 – Elisabeth Melander
- 1985 – Danger in the Light med Mikael Råberg
- 1996 – There Is Something
- 2007 – A Splendored Thing med Håkan Rydin Tentet
- 2017 – Reflections of a Voice
- 2021 – Touch My Soul
- 2022 – Notes from Within